# Leopold und Konstantin Schmidt
Leopold und Konstantin Schmidt (* 2003/2004) sind zwei Kinderdarsteller.
In fünf von sechs Filmen haben die beiden Brüder sich eine Rolle geteilt. Beide sind in Starnberg aufgewachsen.

## Filmographie (Auswahl)
- 2015: Sophie kocht
- 2015: Utta Danella – Lügen haben schöne Beine
- 2015: Weihnachts-Männer
- 2016: Neid ist auch keine Lösung
- 2016: Die Bergretter
- 2018: Oma ist verknallt